# Great Ryle
Great Ryle är en ort i civil parish Alnham, i grevskapet Northumberland i England. Orten är belägen 17 km från Alnwick. Great Ryle var en civil parish 1866–1955 när det uppgick i Alnham. Civil parish hade 41 invånare år 1951.